# クローク・パーク
ｋクローク・パーク（愛: Páirc an Chrócaigh, 英: Croke Park）は、アイルランドのダブリンにあり、アイルランドで最大のスポーツ機構であるゲーリック体育協会 (GAA) の主要スタジアムの一つで、本部が置かれている。アイルランド最大のスタジアムで、ヨーロッパでは4番目の規模となる。
ゲーリック・ゲームズの専用スタジアムであったが、改修が始まったランズダウン・ロードに代わって2007年から、改修後にアビバ・スタジアムとなる2010年まで、サッカーとラグビーの国際試合が行われた。

## 歴史

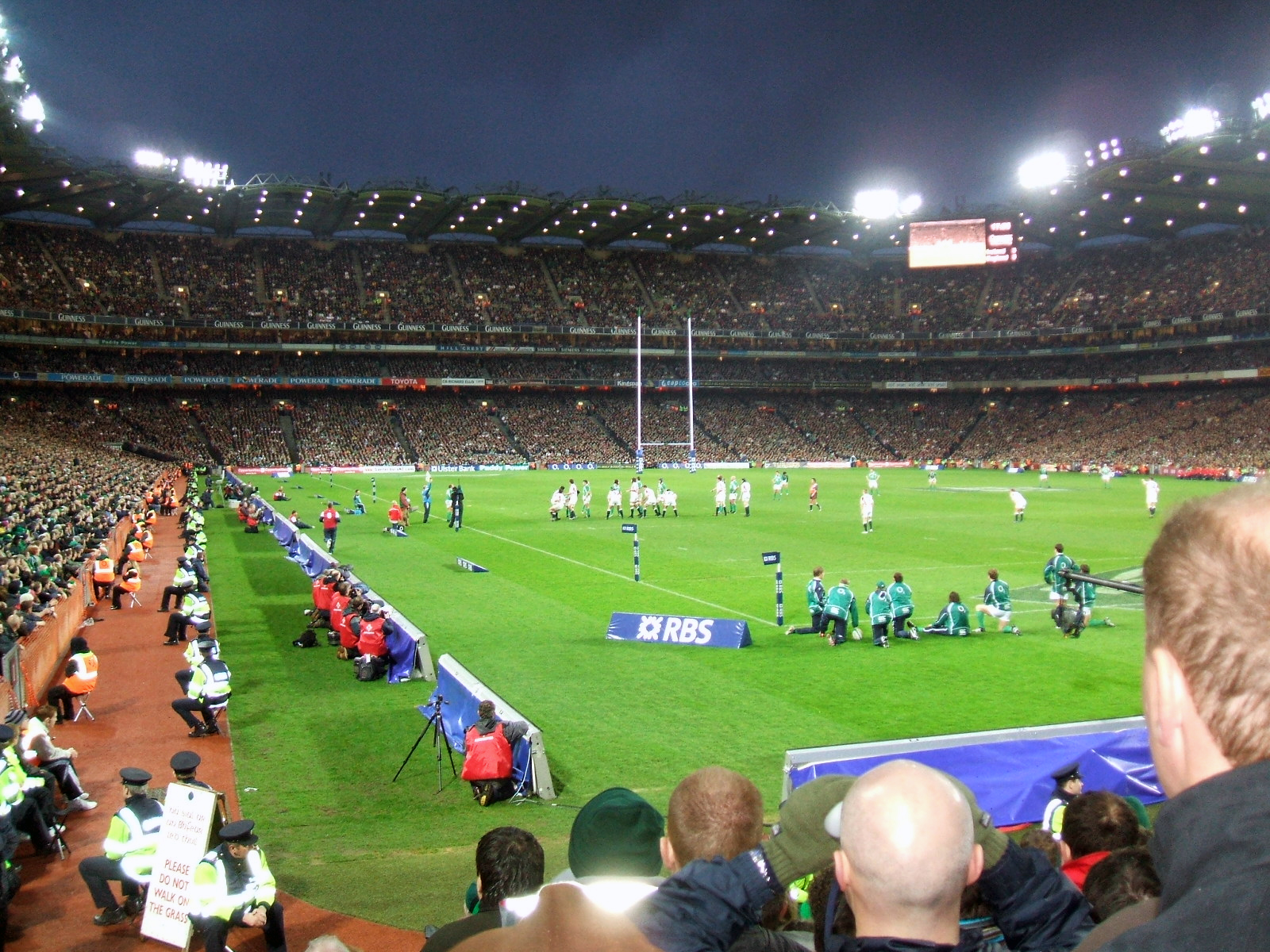
クローク・パークで行われたラグビーのアイルランド対イングランド戦（2007年2月24日）

クローク・パークはアイルランドの歴史の舞台となって来た。GAAはアイルランド固有のスポーツと文化を守るという目的のも作られたため、クローク・パークは1884年の建設以来、ゲーリック・ゲームズを中心に使用されてきた。
アイルランド独立戦争の際には、イギリス軍のブラック・アンド・タンズによる発砲のため選手を含め14人が亡くなる血の日曜日が起きた。ホーガン・スタンドの名前はこの時の犠牲となった選手の名前から付けられている。アイルランド内戦の後の復興にゲーリック・ゲームズは人々の心の傷も癒す役割をはたした。クローク・パークのゲーリック・ゲームズの独占使用に関してGAAのエゴが強調されがちだが、クローク・パークのアイルランドの歴史の中で果たした役割も考慮に入れなければならない。
1947年はジャガイモ飢饉の被害が最もひどかった1847年から100周年としてキャバン県とケリー県によるオールアイルランド・フットボール・ファイナルはクローク・パークではなく、唯一アイルランド国外のニューヨークで行われた。
2006年にランズダウン・ロードの改修の間ラグビーやサッカーの試合も行うことが決まった。2007年にラグビー・シックス・ネイションズの試合でアイルランドとイングランドが対戦をしクローク・パークにとって歴史的な日となった。心配されたイギリスの国歌も問題なくクローク・パークで歌われた。試合は友好的な雰囲気の中で行われ、アイルランドの勝利で終わった。

## 概要
ゲーリック・フットボールの他にハーリング、カモギーなど、原則としてアイルランドの国技、ゲーリック・ゲームズのみしか開催を許さない方針であり、一部のごく特殊なケースを除き外来のスポーツであるラグビー、サッカーなどは行われてこなかった。また、U2やボン・ジョヴィ、ウエストライフ、セリーヌ・ディオン、ザ・コアーズ、レッド・ホット・チリ・ペッパーズ、ワン・ダイレクション、ザ・スクリプトなどがコンサートを行っている。GAAの博物館も併設されている。
1990年代に入ってから大規模な増築工事が繰り返され、ヨーロッパ有数の巨大スタジアムへと変貌した。また、現在もさらなる拡張とホテルの併設なども予定されている。近年、アイルランドのサッカーとラグビーのほとんどの国際試合が行われてきたランズダウン・ロード・スタジアムの老朽化による建て替え工事に伴い、クローク・パークでこの建て替え期間中のラグビーやサッカーの代替開催を認めるか否かで紛糾し、国民的な議論を呼んだ。クローク・パークの維持管理には多大の税金が投入されており公共の財産であり、このためにGAAのエゴで同じく国民的スポーツであるサッカーなどの開催を拒否するべきではない、との意見がサッカー連盟側からは出されている。

## スタンド
Phase one
クーザック・スタンド (Cusack Stand)、スタジアム東側にあり、スタンド名称はマイケル・クーザック(en)に由来している。
Phase two
ザ・デヴィン・スタンド (The Davin Stand)、スタジアム南側にあるスタンド。名称はゲーリック体育協会創立者でもあるモーリス・デヴィンに因む。以前は、テラス席で後方を(現在はスタンド下部)を運河(川?)が流れている事からカナル・エンドと呼ばれていた。
Phase three
ホーガンスタンド (Hogan Stand)、スタジアム西側にある。
Phase four
Hill16 & Nally Terrace
Hill16
スタジアムの北側にあり、その右半分にある屋根無しの立ち見スタンド。
Nally Terrace
スタジアム北側にあり、左半分にある屋根無しの立ち見スタンド。

## その他の施設

### GAA博物館
GAA博物館（英語：The GAA Museum、アイルランド語：Músaem Cumann Lúthchleas Gael）はスタジアムのキューザック・スタンドの下に作られ1998年にオープンした。この博物館はゲーリック・ゲームズの歴史やその文化的意義の紹介、ゲーリック・ゲームズの殿堂としての役割などを担っている。
展示物として、歴代の優勝カップやメダルなどのコレクション、ゲーリック・ゲームズの歩みを紹介する歴史的な品々がある。また、映画『マイケル・コリンズ』でクローク・パークのシーンに使われたプロップの展示もある。映像資料としてゲーリック・ゲームズがアイルランドの独立から内戦の間に果たした役割や意義を紹介するショートフィルムや、歴史的試合のシーンの上映など充実している。実際にハーリングのスティックでボールを打つ体験コーナーなどもある。
併設されているミュージーアムショップでは各カウンティーチームのユニフォームやGAAグッズの販売が行われている。

## ギャラリー

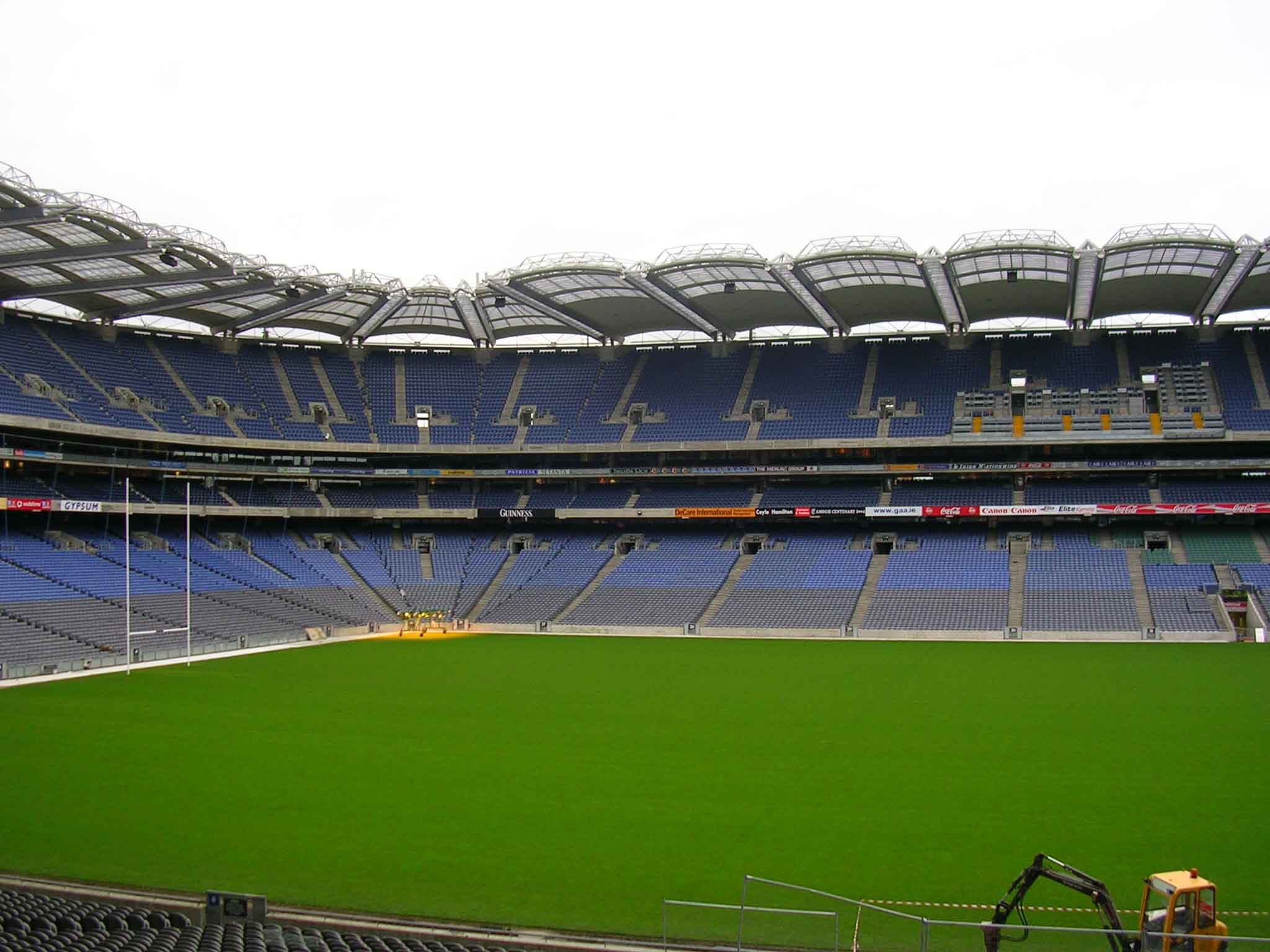
ピッチとスタンド
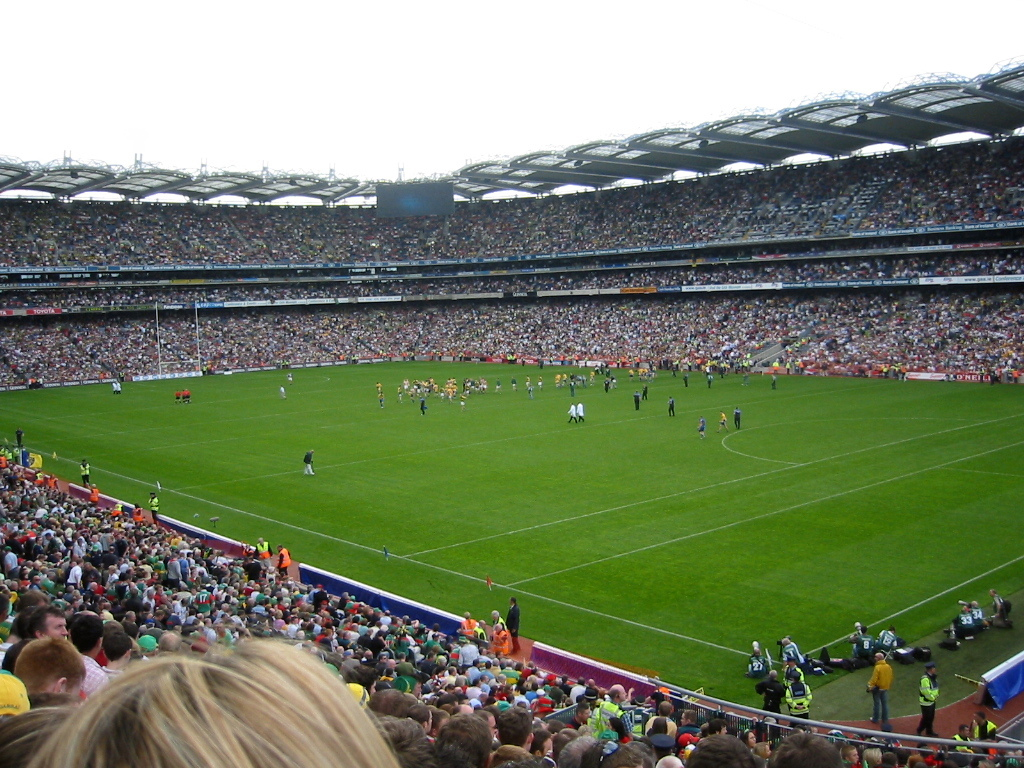
オールアイルランド・ファイナルの様子
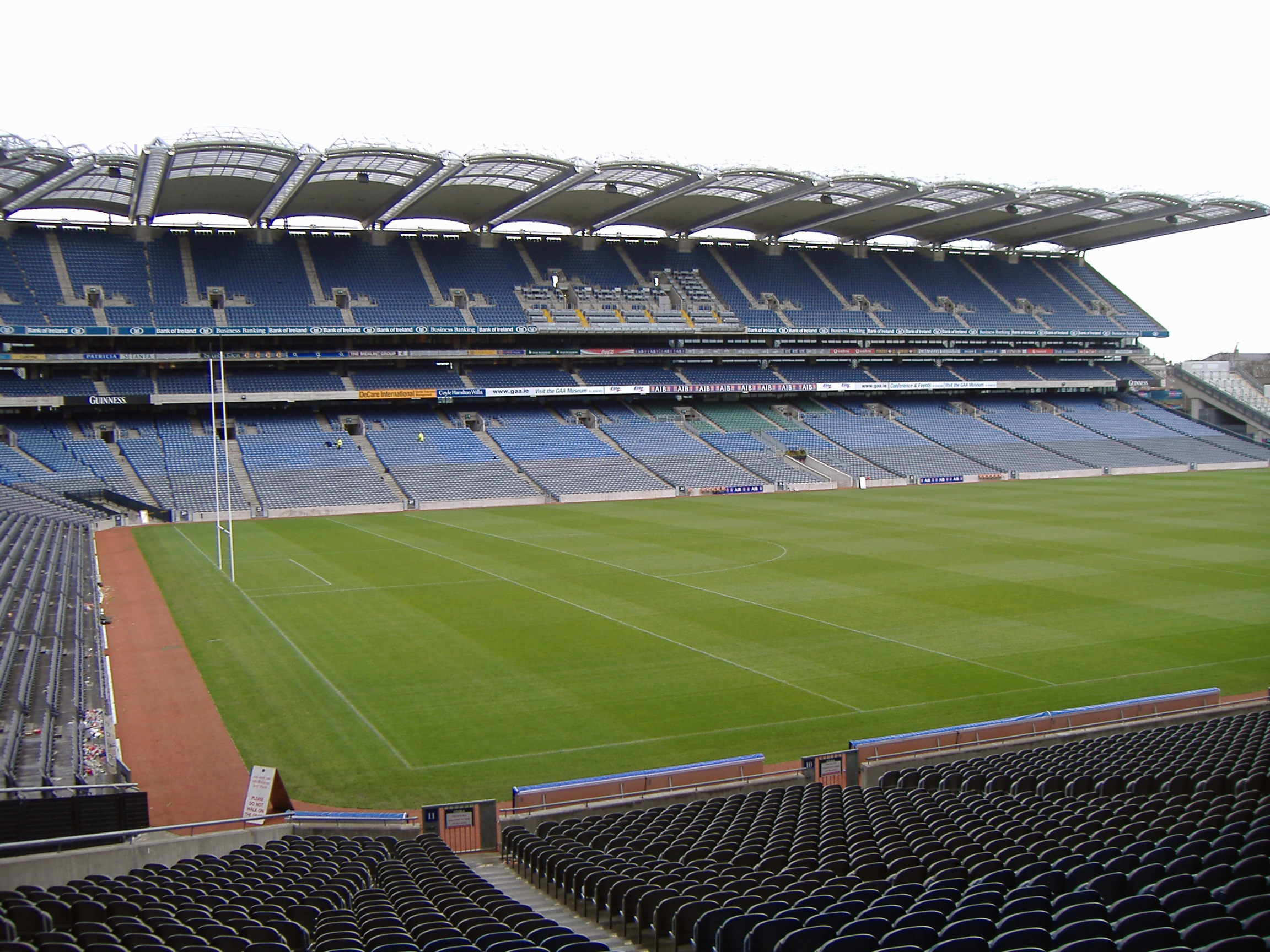
ホーガン・スタンド
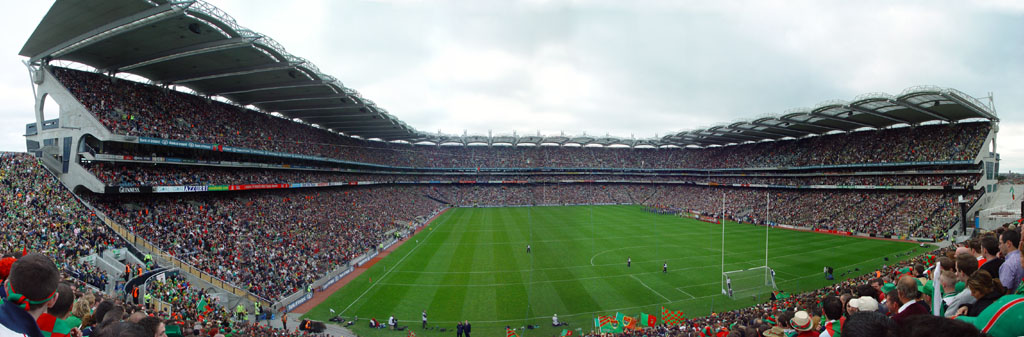
ヒル16から見たスタジアム
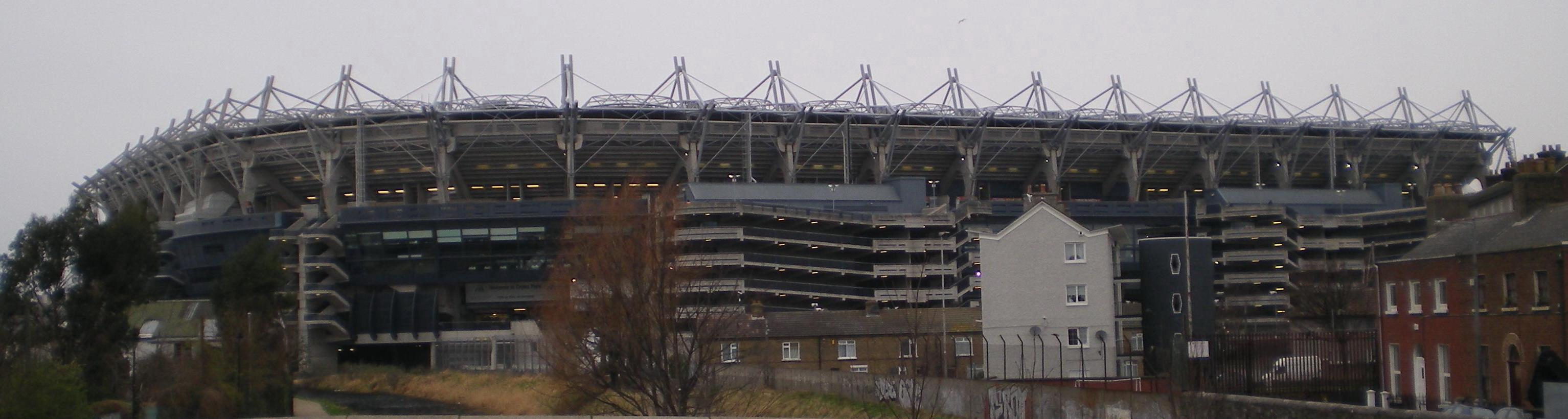
外観
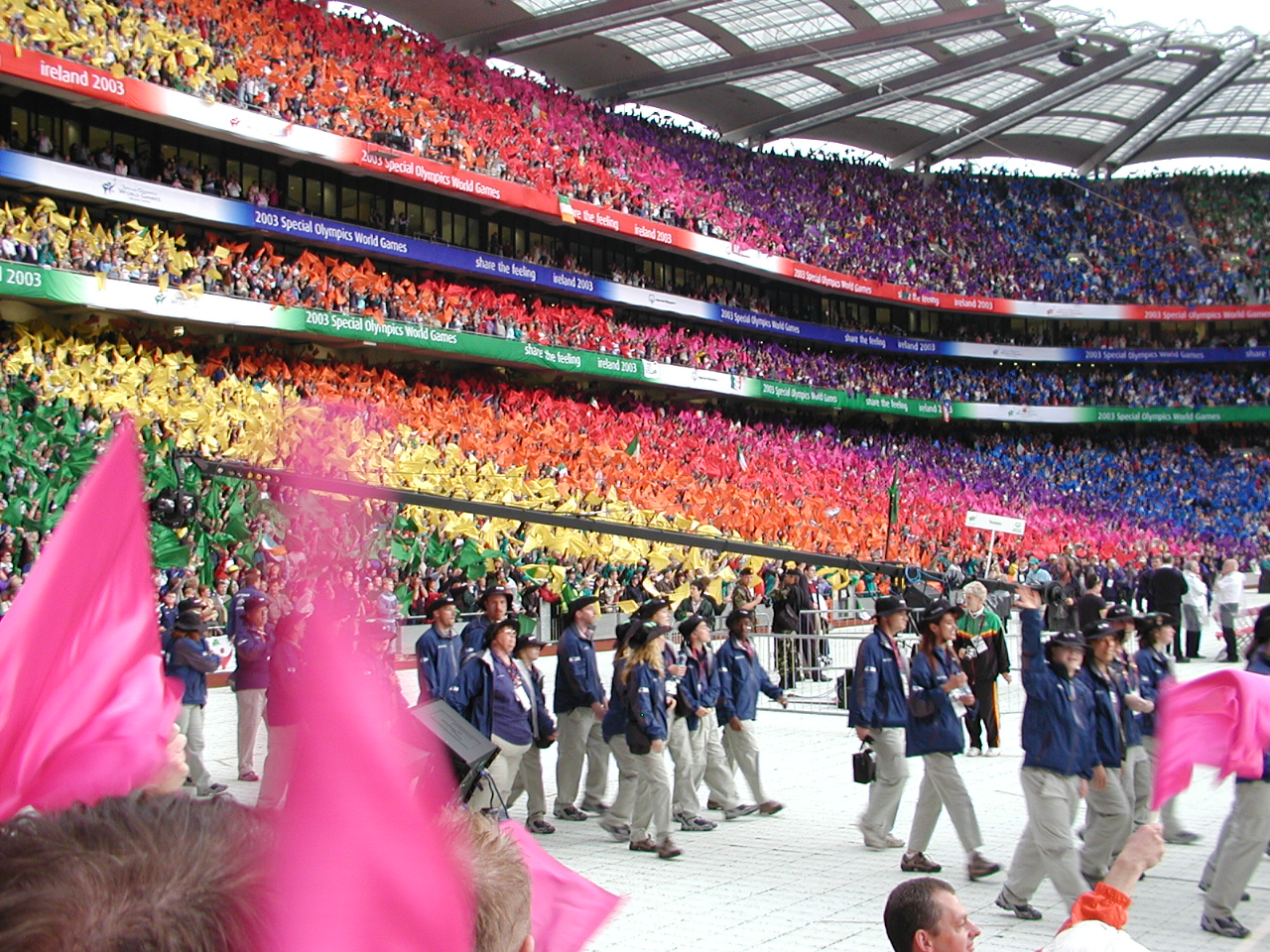
2003年スペシャルオリンピックス開会式
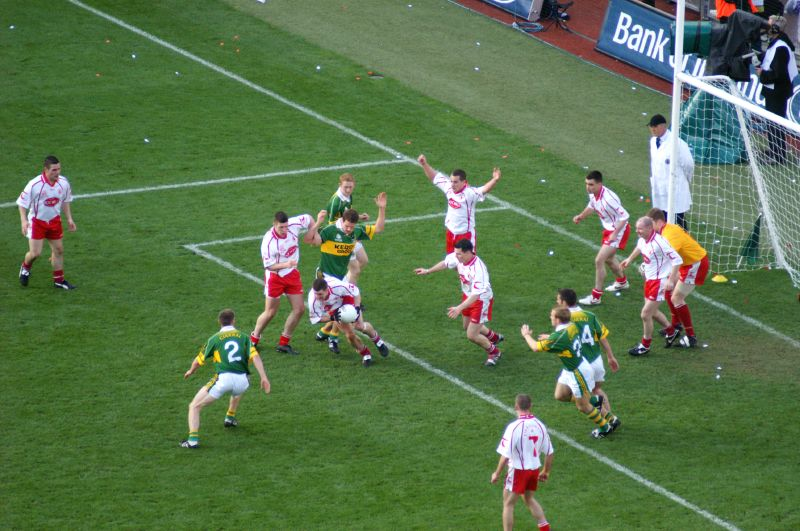
ゲーリック・フットボールの試合